# Кавалеров, Кирилл Владимирович
Кирилл Владимирович Кавалеров (31.12.1930 — 25.11.1997) — инженер-геофизик, лауреат Ленинской премии.

## Биография
Родился в Москве.
Окончил Московский нефтяной институт (1953).
- 1953—1954 старший инженер-интерпретатор, начальник партии треста «Центрнефтегеофизика», Москва.
- 1954—1958 инженер-интерпретатор, начальник сейсмопартии Обской ГФЭ треста «ЗапСибнефтегеофизика», инженер-геофизик Березовской КГРЭ.
- 1958—1964 начальник сейсмопартии, главный геофизик Ямало-Ненецкой КГРЭ.
- 1964—1967 начальник ПТО, заместитель управляющего трестом «Ямалнефтегазразведка» по геофизическим вопросам.
- 1967—1973 главный инженер Ямало-Ненецкого геофизического треста.
- 1973—1980 гг. — управляющий Центральным геофизическим трестом Министерства геологии РСФСР.
- 1980—1993 генеральный директор ГГП «Центргеофизика».

Под его руководством и при его участии разведаны газовые, газоконденсатные и газонефтяные месторождения — Бованенковское, Губкинское, Комсомольское, Медвежье, Тазовское, Ямбургское, Новопортовское.
Лауреат Ленинской премии 1970 г. — за открытие крупных и уникальных месторождений природного газа в северных районах Западной Сибири, эффективную разведку их и подготовку промышленных запасов.
Заслуженный геолог РСФСР (1991). Почётный разведчик недр (1989). Награждён орденом Трудового Красного Знамени (1968); медалью «За доблестный труд. В ознаменование 100-летия со дня рождения В. И. Ленина» (1970); двумя нагрудными знаками «Первооткрыватель месторождения» (Заполярное — 1970, Уренгойское — 1974).